# General San Martín (departement van La Rioja)
General San Martín is een departement in de Argentijnse provincie La Rioja. Het departement (Spaans:  departamento) heeft een oppervlakte van 5.034 km² en telt 4.956 inwoners.

## Plaatsen in departement General San Martín
- Aguayo
- Bajo Hondo
- Corral de Isaac
- Cuatro Esquinas
- El Caldén
- San Solano
- Ulapes